# L'amour s'en va
"L'amour s'en va" ("O amor vai - se") foi a canção que representou o Mónaco no Festival Eurovisão da Canção 1963 que teve lugar em Londres em 23 de março desse ano.
A referida canção foi interpretada em francês pela cantora e atriz francesa Françoise Hardy. Hardy tinha feito um grande sucesso 1962, aos 18 anos, com a canção de estilo yé-yé "Tous les garçons et les filles", que vendeu cerca de 700.000 cópias em França, e tornou-se umas das cantoras francesas com maior sucesso dos anos 60 e tornou-se um ícone da moda daquele tempo. Hardy foi a décima-quinta (penúltima) cantora na noite do festival, a seguir à canção da Bélgica "Waarom?", interpretada por Jacques Raymond e antes da canção do Luxemburgo "À force de prier", interpretada por Nana Mouskouri. Terminou a competição em quinto lugar, tendo conquistado um total de 25 pontos. No ano seguinte, em 1964, o Mónaco foi representada com a canção  "Où sont-elles passées", interpretada por Romuald que interpretou a canção "Où sont-elles passées".

## Autores
- Letrista: Françoise Hardy
- Compositor: Françoise Hardy
- Orquestrador: Raymond Lefèvre

## Letra
A canção "L'amour s'en va", com letra e música de François Hardy é uma canção de estilo "chanson popular nos primeiros anos do Festival Eurovisão da Canção. Hardy canta sobre uma uma relação amorosa que encara o amor como uma coisa volátil, pronto a desaparecer a qualquer momento.

## Versões
Hardy também gravou versões em alemão e italiano.
- "Die Liebe geht" (em alemão)
- "L'amore va" (italiano)
- versão karaoke